# Discorso apostolico
Il cosiddetto discorso apostolico o discorso sulla missione è un sermone rivolto da Gesù ai suoi discepoli riportato nel Vangelo secondo Matteo (Mt 10).

## Inquadramento
È uno dei cinque grandi discorsi nell'ambito dei quali l'evangelista Matteo inquadra la predicazione di Gesù, alludendo al Pentateuco, i cinque primi libri della Bibbia, ritenuti centrali nell'ebraismo. Gli altri quattro sono: il Discorso della Montagna (5-7), il Discorso in parabole (13,1-52), il discorso sulla Chiesa o comunitario (18,1-35) e il discorso escatologico o degli ultimi tempi (24,1-25,46).
Dopo avere scelto i dodici apostoli da inviare in missione per predicare il suo messaggio, compiere esorcismi e guarire malattie, Gesù dà loro le istruzioni a cui attenersi, gli preannuncia le persecuzioni e li invita al coraggio. Gesù li rende consapevoli che lui sarà causa di dissensi e che seguirlo comporta scelte radicali. La conclusione del discorso non è rivolta ai suoi discepoli ma a coloro che li accoglieranno favorevolmente, che saranno ricompensati perché accogliere i discepoli è come accogliere Gesù.

## Parti del discorso apostolico
- Chiamata e missione dei dodici apostoli (10,1-16[8])
- Annuncio di persecuzioni (10,17-25[9])
- Invito al coraggio (10,26-33[10])
- Gesù causa di dissensi (10,34-36[11])
- Esigenze radicali per seguire Gesù (10,37-39[12])
- Accoglienza dei missionari (10,40-42[13])

## Confronto con gli altri vangeli
Nei vangeli sinottici, l'annuncio di persecuzioni per i discepoli si trovano sia nel vangelo di Marco che nel vangelo di Luca, mentre nel vangelo di Luca si trovano l'invito al coraggio e le esigenze radicali per seguire Gesù.